# Menandro di Efeso
Menandro di Efeso (in greco antico: Μένανδρος?, Ménandros; Efeso, ... – ...; fl. inizi II secolo a.C.) è stato uno storico greco antico.
La sua opera perduta sulla storia di Tiro è usata da Flavio Giuseppe, che cita l'elenco di Menandro dei re di Tiro nella sua apologia per gli ebrei, Contro Apione (1.18).

## Fonti
Le uniche fonti esistenti per i lavori di Menandro sono le citazioni delle sue opere nei due scritti di Flavio Giuseppe Antiquitates Iudaicae e Contro Apione o in estratti delle opere di Giuseppe che si trovano in scrittori più tardi.
Questi scrittori sono Teofilo di Antiochia, Eusebio di Cesarea, e Giorgio Sincello.
William Barnes elenca le seguenti fonti che gli studiosi usano per ricostruire il testo di Menandro:
- Codex Laurentianus, del X o XI secolo, che ha il più antico manoscritto in greco per il Contro Apione, ma Barnes (p. 70) afferma che è "difettoso in molti aspetti."
- Esiste una versione antica in latino della citazione di Menandro fatta da Giuseppe nei testi di Cassiodoro.
- L'elenco dei re di Tiro da Abībà‛al, padre di Hiram I a Pigmalione di Tiro, come riportato da Contro Apione 1.18, si trova anche nel "ad Autolico" di Teofilo di Antiochia.
- Tutti i manoscritti greci del Chronicon di Eusebio di Cesarea sono andati perduti, ma una traduzione in armeno ha praticamente tutto il testo
- Frammenti del Chronicon di Eusebio si trovano in scrittori greci successivi.
- Estratti greci del Chronicon si trovano in Sincello.

## Contenuti dei frammenti di Menandro rimasti
Il titolo esatto dell'opera perduta di Menandro non è chiaro dal testo di Giuseppe Flavio, che dà le seguenti descrizioni quando cita Menandro: "anche Menandro, uno che tradusse gli archivi di Tiro dal dialetto dei Fenici nella lingua greca …” (Ant. 8.5.3). “Menandro…quando scrisse la sua Cronologia, e tradusse gli Archivi di Tiro nella lingua greca…” Ant. 9.14.2. “Menandro scrisse gli Atti che eranno stati fatti sia dai greci che dai barbari, sotto ognuno dei re di Tiro” (Contro Apione 1.18).
Giuseppe cita Menandro solamente per sostenere tesi delle proprie tesi. Una di queste è l'antichità del popolo ebraico, per cui Giuseppe menziona Menandro e diversi altri storici non ebrei per sostenerla. In termini di cronologia l'evento più antico su cui Giuseppe usa come testimone Menandro è il regno di Salomone. Nella Ant. 8.5.3 Giuseppe descrive l'aiuto che Hiram, re di Tiro porta par la costruzione del Tempio di Salomone.
Una descrizione dei progetti di edificazione di Hiram a Tiro è citata da Menandro per mostrare la storicità dell'Hiram citato nella Bibbia. Sono aggiunti pochi altri dettagli su Hiram, compreso uno scambio di indovinelli tra Hiram e Salomone.
In Ant. 8.13.2, la siccità in Israel ai tempi di Elia (1 Re 17 e 18) è messo in parallelo da Giuseppe con la siccità che secondo Menandro c'era stata al tempo di Ethbaal (Ithobaal I, 878-847 a.C.), re di Tiro.
In Ant. 9.14.2, dopo aver riportato che Salmanassar V era stato responsabile per la distruzione di Samaria (2 Re 17:3-6), Menandro è citato come testimone dell'esistenza di Salmanassar. In questo caso Menandro afferma che il re di Tiro durante questo periodo era Eluleus, che regnò 36 abbi, e che proseguì con successo l'assedio di cinque anni iniziato da Salmanassar.
Per gli storici la parte più interessante degli scritti di Menandro che si è conservata, si trova nel Contro Apione 1.18. 
In questo testo Giuseppe dimostra nuovamente l'antichità della sua nazione, come attestato da storici esterni alle sue tradizioni nazionali. Mettendo in risalto Salomone e il suo contemporaneo Hiram I, Giuseppe cita l'elenco dei re di Tiro di Menandro, da Abibalus (Abībà‛al), padre di Hiram, fino Pigmalione, con gli anni di regno e gli anni della vita di ogni re.
Per Pigmalione, si riferisce che "visse 58 anni e che regnò per 47 anni. Fu nel settimo anno del suo regno che sua sorella prese il volo e costruì la città di Cartagine in Libia". 
Dopo aver terminato la sua citazione da Menandro con questa frase, Giuseppe riassume l'elenco dei re di Menandro come segue: 
L'intero periodo tra l'ascesa di Hirom (Hiram) alla fondazione di Cartagine ammonta a 155; e poiché il tempio di Gerusalemme fu costruito nel dodicesimo annodel regno di re Hirom, 143 anni e otto mesi trascorsero tra l'erezione del tempio e la fondazione di Cartagine.
Per una discussione dell'importanza di questo passaggio nello stabilire la cronologia dei re, vedi sotto, e anche le voci Pigmalione di Tiro e Hiram.

## Valutazioni moderne degli scritti di Menandro

### Valutazioni basate su analisi letteraria
Alcuni storici moderni hanno considerato le apparenti citazioni del testo di Menandro fatte da Giuseppe da un punto di vista dell'analisi letteraria.
Il problema importante da affrontare è se le citazioni di Giuseppe siano proprio delle citazioni, o non siano un esempio del suo mettere proprie idee e parole nella bocca (penna) altrui.
Giuseppe lo fa spesso, soprattutto in casi come quando un generale, rivolgendosi ai suoi soldati, gli dà l'opportunità di sfoggiare la propria eloquenza.
Tuttavia, tre evidenze indicano che questo non è il caso dei testi che dovrebbero venire da Menandro. La prima linea dell'evidenza è di tipo letterario.
(Jacob Katzenstein)
L'autore di questo passaggio, Jacob Katzenstein, fa altri due commenti che suggeriscono che Giuseppe non stava semplicemente portando avanti i propri scritti e idee sotto il nome di Menandro:
(Jacob Katzenstein)
Commentando più avanti la forma in cui Giuseppe presenta gli anni dei re nel passaggio del Contro Apione, William Barnes scrive:
(Barnes,)
Le convenzioni letterarie citate da questi storici li hanno portati alla posizione che nei vari testi in cui Giuseppe Flavio dice che sta citando Menandro si trovano le parole reali di Menandro, non le idee di Giuseppe Flavio.

### Valutazioni basate su evidenze epigrafiche
Le citazioni di Menandro fatte da Giuseppe contengono riferimento a Salmanassar V, Sennacherib, ed Esarhaddon, re di Assiria che sono ben conosciuti sia dai testi biblici che da numerose incrizioni assire.
Tuttavia più importante, per la questione della storicità dei testi di Menandro, è la menzione di re che non erano così famosi, in particolare quelli per i quali non vi era stata alcuna evidenza oltre Menandro fino a tempi piuttosto recenti.
- In Contro Apione 1.18, Menandro cita Balazeros come il nonno di Pigmalione. Frank Moore Cross[7] e altri studiosi hanno equiparato questo Balazeros (Baal-Eser II) con (Ba‘l-mazzer), che diede tributi a Shalmaneser III nell'841 a.C.
- Contro Apione 1.18 menziona anche Pigmalione come re di Tiro, riferendo che sua sorella Didone fuggi via da lui nel suo settimo anno, 155 anni dopo l'inizio del regno di Hiram I. Un'iscrizione del IX secolo a.C. trovata in Sardegna apparentemente nomina Pigmalione[8].
- In Ant. 9.14.2, Menandro, secondo la citazione di Giuseppa, menziona Elulaios che rifiutò di pagare il tributo a Sennacherib (725-722 a.C.), per cui gli Assiri assediarono, senza successo, per cinque anni Tiro. Il conflitto di Sennacherib con "Luli," re di Tiro, è confermato da almeno tre iscrizioni dei monarchi assiri[9]. Gli storici in genere considerano che il nome “Luli”, nell'accadico di Sennacherib, sia lo stesso dell'Elulaios greco.
- Queste evidenze scritte su monarchi meno noti e non menzionati nella Bibbia sono considerate come indice di attendibilità dei testi di Menandro. Per ognuno, la cornice di tempo che Menandro attribuisce loro è in accordo con il tempo assegnato dagli storici moderni.

### Valutazioni basate sul periodo da Hiram a Pigmalione
Come riportato prima, da Ant. 1.18 sappiamo che Menandro assegnò 155 anni dal primo anno del regno di Hiram fino al settimo del regno di Pigmalione, quando la sorella di Pigmalione, Didone, nota anche come Elissa, fuggi da Tiro dopo di che fondò Cartagine nel nord Africa.
Questa informazione di Menandro è unica non solo per la correlazione cronologica tra Hiram e Pigmalione, ma anche perché praticamente tutti i testi di Giuseppe/Menandro che ci sono giunti, comprese le citazioni del lavoro di Giuseppe in altri autori, hanno conservato questo totale di 143 anni e otto mesi dall'inizio della costruzione del tempio di Salomone, nel 12º anno del regno di Hiram (Contro Apione 1.18/126), fino alla fuga di Didone. Ciò è in contrasto con la durate del regno dei singoli monarchi tra Hiram e Pigmalione, per i quali ci sono sensibili variazioni nei varii testi.
Ma l'informazione generale di 143 anni è stata conservata da una circostanza fortuita: è ripetuta in tre occasioni da Giuseppe, ma in una di queste tre occasioni non è riportata semplicemente come 143 anni, ma come 155 anni dall'inizio del regno di Hiram fino all'inizio della costruzione del Tempio, cioè al 12º anno del regno di Hiram (Contro Apione 1.17,18). 
Questa ridondanza ha conservato il totale degli anni da Hiram a Didone, come riportato inizialmente, anche se i vari riferimenti di Menandro riportati da Giuseppe, Eusebio, Giorgio Sincello e Teodozione differiscono in altri punti, a causa degli errori dei copisti causati da secoli di trasmissione scritta. Gli storici moderni hanno in genere dato considerevole credibilità a questo punto, usando la misura di 155 anni dalla data di fondazione di Cartagine per arrivare agli anni di regno di Hiram.

#### Datazione di Menandro per la costruzione del Tempio
Il problema con questo calcolo, tuttavia, si trova nel determinare quale data usare per la fondazione di Cartagine. Gli autori classici propongono due date: 825 a.C., come riportato da Pompeo Trogo, o 814 a.C. secondo Timeo. Anche se gli storici più antichi preferiscono la data 814, la pubblicazione di un'iscrizione di Shalmaneser III relativa al ricevimento di un tributo da parte di Ba'li-manzer di Tiro (apparentemente Baal-Eser II, nonno di Pigmalione) nel 841 a.C. ha spinto diversi studiosi come Frank M. Cross a preferire la data 825, perché è in accordo con le migliori versioni di Menandro per la durata dei regni di Baal-Eser e del figlio Mattan I, mentre la data 814 è in contrasto con questi testi. Joachim Peñuela ha sostenuto che la data 825 di Pompeo Trogo e quella 814 di Timeo e di altri autori sono entrambe corrette se comprese correttamente.